# 弗拉基米尔·舒梅科
弗拉基米尔·菲利波维奇·舒梅科（俄语：Владимир Филиппович Шумейко，1945年2月10日—），俄罗斯政治人物，叶利钦的亲信。

## 经历
1945年2月10日生于顿河畔罗斯托夫，在克拉斯诺达尔理工学院学习。1963年至1964年在克拉斯诺达尔电气设备工厂担任装配工。1964年至1967年在军队服役。1972年获电气工程研究生学位。后历任高级工程师，总工程师，总经理。1985年至1989年为克拉斯诺达尔市议员。
1991年11月被任命为俄罗斯最高苏维埃副主席，1992年5月领导议会代表团访问了大马士革。1992年6月成为俄羅斯聯邦政府第一副主席，渡过了1993年俄罗斯宪政危机。同年8月宣布，已经为俄罗斯争取了10亿美元的外国投资。1993年10月至12月短暂担任俄罗斯联邦出版和新闻部部长。1994年1月至1996年1月担任俄罗斯联邦委员会主席。
他被塑造为仪表堂堂却又曲意逢迎的形象。